# 牙科概述
牙科 - 医学分支，研究、诊断、预防和治疗口腔、颌面部及邻近和相关结构的疾病、紊乱和病症及其对人体的影响。

## 牙科的分支
- 牙髓科 ——侧重于牙髓和根管治疗
- 口腔正畸学 ——牙齿/颌骨错位的诊断/预防/治疗（如牙套）
- 微创牙科 ——保护天然牙齿结构的保守治疗
- 修复科 ——修复/替换牙齿（如牙冠、牙桥、假牙）
- 儿童牙科 ——儿童牙科护理
- 牙周病学 ——治疗牙龈疾病和支持结构
- 口腔颌面外科 ——外科手术（拔牙、种植、颌骨手术）
- 口腔病理学 ——研究口腔疾病及其原因
- 口腔医学 ——诊断/处理口腔黏膜疾病
- 公共卫生牙科 ——注重社区牙科健康教育/预防
- 口腔颌面放射学 ——使用影像（X 光、CT）进行诊断
- 美容牙科 ——提高牙齿美观（美白、贴面）

## 一般牙科概念

### 症状与疾病
- 气压性牙痛
- 磨牙症
- 龋齿
- 牙病
- 牙科恐惧症
- 牙龈炎
- 口呼吸
- 口干
- 口臭
- 牙周炎
- 牙髓炎
- 牙周病
- 牙斑
- 颞颚关节功能障碍

### 治疗方法与保健程序，材料与工具
- 人造牙冠
- 牙齿矫正器
- 牙结石刮除术及根面整平术
- 牙体复形
- 牙粉
- 氟化与氟化物治疗
- 普鲁卡因, 一种局部麻醉剂
- 牙科植入物
- 牙科复合树脂
- 牙科用黏合剂
- 植牙
- 漱口水
- 氧化亚氮
- 牙刷
- 牙膏
- 洁舌器
- 拔牙

### 解剖与其他牙科相关概念
- 生物牙科
- 齿石
- 牙龈乳头
- 牙槽骨
- 牙位表示法
- 牙本质
- 口腔正畸学
- 口腔卫生
- 再生牙髓病学
- 牙槽窝保存
- 再生牙科
- 远程牙科